# Peklo (Nordböhmen)

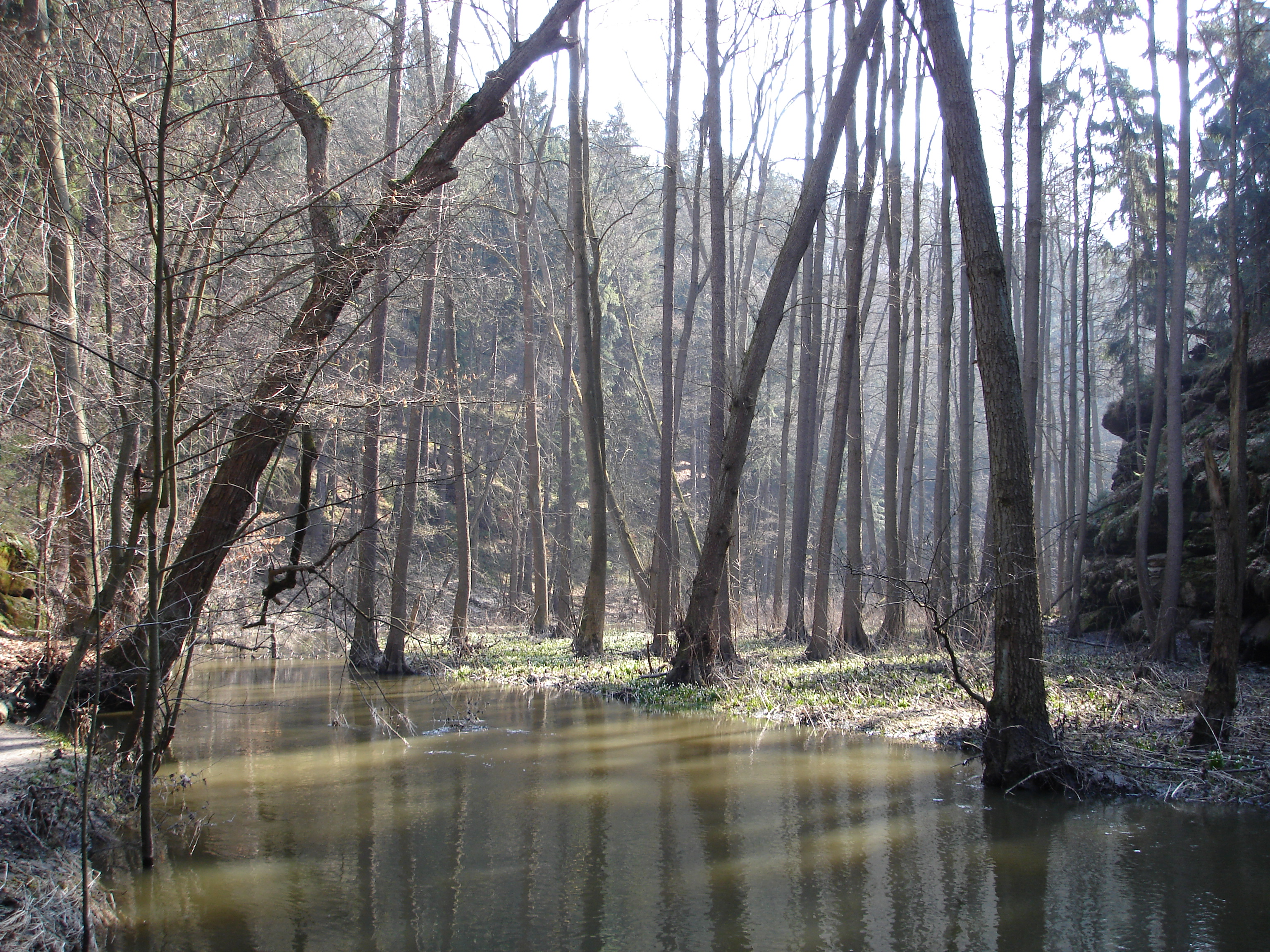
Peklo im zeitigen Frühling

Peklo (deutsch Höllengrund, auch Karbenschlucht) wird das schluchtartige, felsige Durchbruchstal des Robečský potok (Robitzbach) bei Česká Lípa (Böhmisch Leipa) in Nordböhmen (Tschechien) genannt. Wegen seines urwaldartigen Waldbestandes und der einzigartigen Flora und Fauna wurde das Tal 1967 auf 67 ha als Nationales Naturdenkmal unter staatlichen Schutz gestellt.

## Lage und Umgebung
Die Peklo erstreckt sich über ungefähr fünf Kilometer zwischen dem Damm des Novozámecký rybník (Hirnsener Großteich) und der Stadt Česká Lípa. Im Tal selbst befinden sich ein Teil der Gemeinde Zahrádky (Neugarten) und die kleine Häusergruppe Karba (1945–1990: Krby), mit einigen wertvollen alten Blockhäusern in Volksbauweise, die unter Denkmalschutz stehen. Nahe bei Zahrádky überquert die einstige Nordböhmische Transversalbahn von Lovosice nach Česká Lípa das Tal auf zwei großen eisernen Viadukten, die ebenso unter Denkmalschutz gestellt wurden. Am Eingang des eigentlichen Grundes befand sich bis 1945 die Karbamühle, von der außer dem Wehr mit einem Wasserkraftwerk kaum noch etwas erhalten ist. Im Grund selbst stockt ein urwaldartiger Waldbestand, der dank seiner Unzugänglichkeit seit jeher von jeder Nutzung ausgenommen ist. Im 13. Jahrhundert bestanden in den Felsen der linken Talseite die kleinen Felsenburgen Frýdlant und Robečský hradek (Hahnelstein). Von diesen sind nurmehr geringe Reste vorhanden.

## Geologie

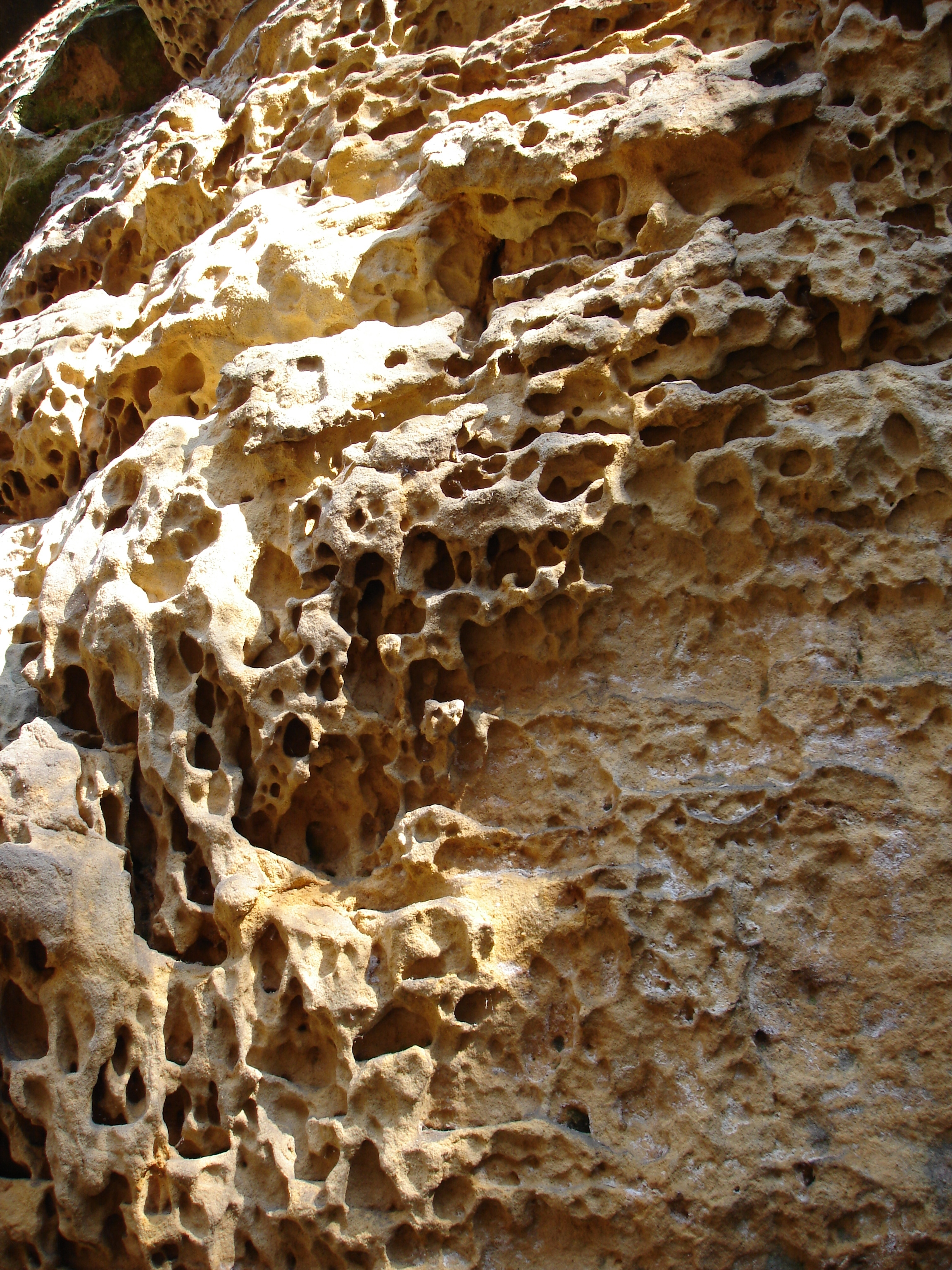
Wabenverwitterung mit Alaunausblühungen im Sandstein

Das Tal der Peklo ist in Quadersandsteine des mittleren Turon eingeschnitten, wie sie vor allem auch aus dem benachbarten Elbsandsteingebirge bekannt sind. Die Peklo folgt dabei im Wesentlichen einer Verwerfung in der Sandsteintafel. Während der letzten Eiszeiten schufen glaziale Schmelzwasserströme den heutigen tief eingeschnittenen Felsengrund. 
Bemerkenswert sind die verschiedenen Verwitterungsformen an den Sandsteinfelsen, wie beispielsweise die Bildung von Waben und Sanduhren. Typisch sind auch Alaunausblühungen. Die häufigen Eiseninkrustationen im Sandstein sind Relikte des im Tertiär in Nordböhmen aktiv gewesenen Vulkanismus, als wässrige, eisenhaltige Lösungen den Sandstein imprägnierten.

## Geschichte
Anfang des 19. Jahrhunderts wurde der bis dahin völlig unzugängliche Felsengrund erstmals für die Öffentlichkeit erschlossen. Vinzenz Karl Kaunitz, Eigentümer von Neuschloß ließ die gesamte Umgebung des Schlosses zu einer parkähnlichen, romantischen Landschaft umgestalten. Der Höllengrund wurde auf ganzer Länge von der Karbamühle abwärts für Kähne befahrbar gemacht und auch ein Fußweg wurde angelegt. Noch heute existiert in der Einsamkeit des Felsengrundes ein einschichtiges Haus, welches früher Kahnhäusel genannt wurde.

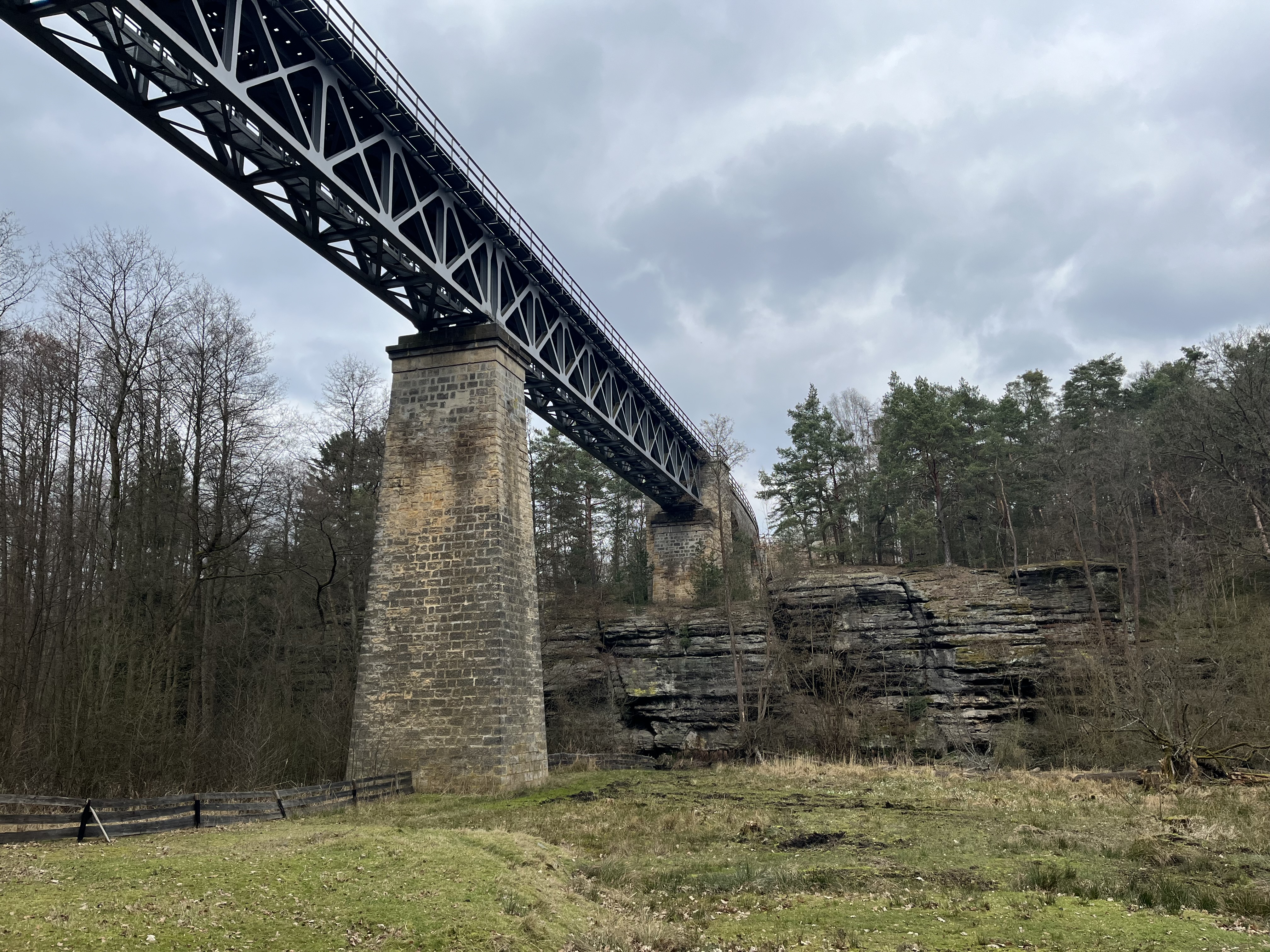
Historische Eisenbahnbrücke über den Höllengrund

Ab 1881 wurde der Bau einer Eisenbahn im Tal projektiert. Schon damals erhob sich Widerstand gegen das Projekt, das eine weitgehende Zerstörung der Naturschönheiten des Felsentales nach sich gezogen hätte. Auf Betreiben des Grundeigentümers Graf von Kaunitz, aber auch der Öffentlichkeit und des Nordböhmischen Exkursionsclubs konnte erreicht werden, dass die Trasse eine andere Linienführung erhielt. Die 1898 fertiggestellte Nordböhmische Transversalbahn überquert das Tal nunmehr auf zwei großen Brücken.
Nach der Vertreibung der deutschen Bevölkerung und der Enteignung der Adligen nach 1945 verfielen die touristischen Anlagen im Tal. 1967 wurde der Kernbereich des Grundes als národní přírodní pamatka (Nationales Naturdenkmal – höchste Naturschutzkategorie in Tschechien) ausgewiesen.

## Flora und Fauna

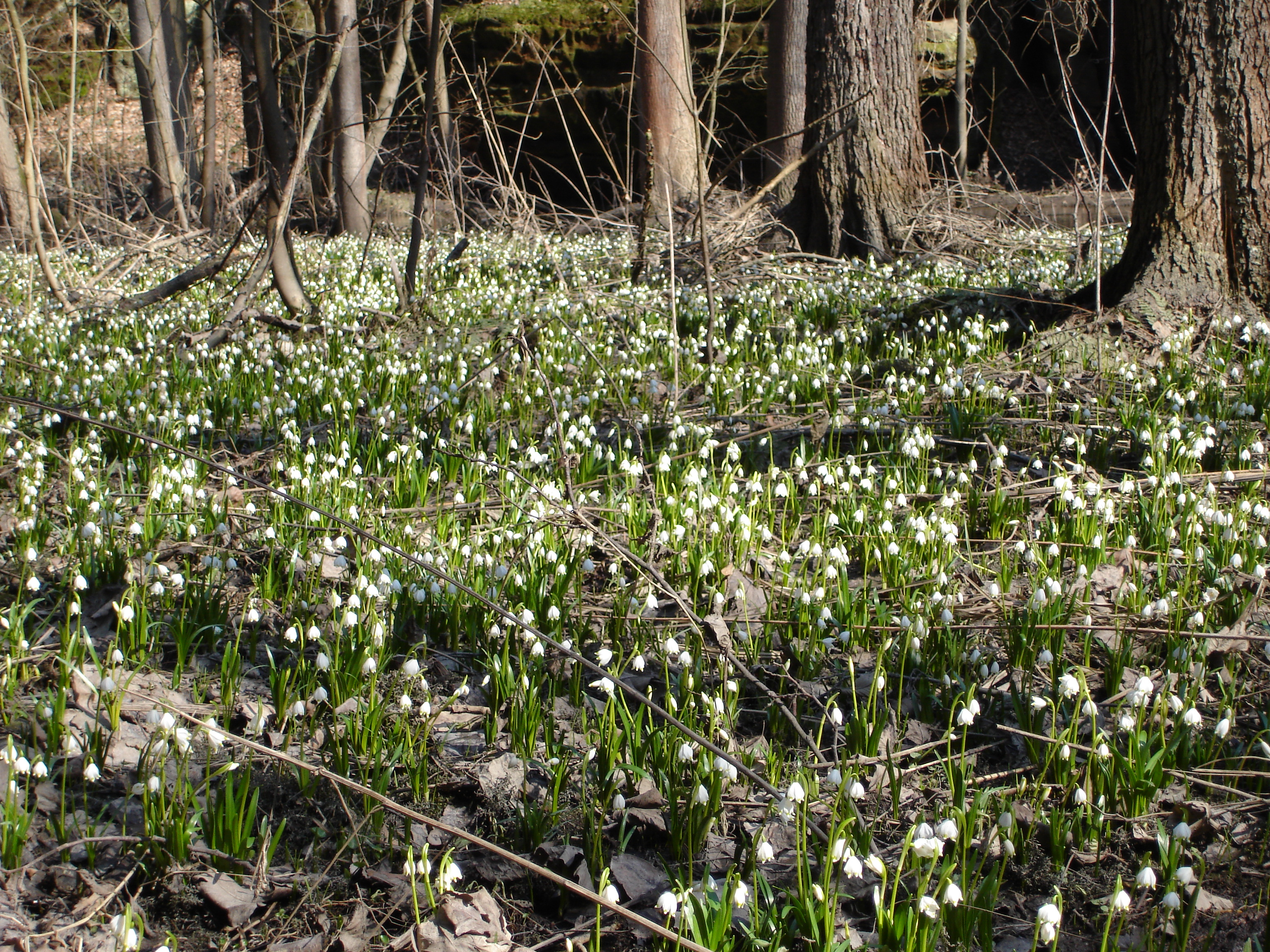
Märzenbecher

Berühmt und bekannt ist die Peklo vor allem als größter und bedeutendster Fundort des Märzenbechers in Nordböhmen. Der Waldbestand des Tales wird vor allem von einem standortgerechten Schwarzerlen-Auenwald dominiert. Die trockenen Felsriffe oberhalb des Tales sind dagegen mit Kiefern bestanden, während an den feuchten Talhängen auch Fichten, Eichen und Weißtannen zu finden sind.
Dank des naturnahen Waldbestandes ist das Tal Heimstatt vieler seltener, vom Aussterben bedrohter Tierarten. Allein 78 Vogelarten können im Tal beobachtet werden. Bedeutsam ist das Vorkommen des Uhus, der größten europäischen Eule. Dank des sauberen Wassers des Robečský potok besteht auch ein besonderer Fischreichtum, der wiederum solch bedrohten Säugetierarten wie dem Fischotter als Nahrung dient.